# Guy Burgess
Guy Francis de Moncy Burgess, född 16 april 1911 i Devonport i Plymouth i Devon, död 30 augusti 1963 i Moskva, var en brittisk spion och dubbelagent, som arbetade för Sovjetunionen.
Han är den minst kände i den brittiska spionkvartetten Guy Burgess - Donald Maclean - Anthony Blunt - Kim Philby, kända som "the Cambridge Four". Han hade, liksom de tre andra, tillhört en grupp vänstersocialistiska studenter i Cambridge. För att dölja sin politiska uppfattning, gick han 1934 med i en pro-nazistisk förening som kallade sig Anglo-German Fellowship.
1944 anställdes han vid Foreign Office och rekryterades av Sovjetunionen som spion. Burgess skickades 1947 till Washington, D.C. i USA, där han arbetade som andresekreterare vid Storbritanniens ambassad. Under sin tjänstgöring där lämnade han ut hemligstämplade dokument till KGB. Då det uppdagades att han var dubbelagent, flydde han 1951 tillsammans med Donald Maclean, till Moskva, där han bodde fram till sin död 1963.
Som person var han känd för att vara excentrisk och charmig, en briljant konversatör som var öppet homosexuell och drack flitigt.